# Neofibularia mordens
Neofibularia mordens är en svampdjursart som beskrevs av Hartman 1967. Neofibularia mordens ingår i släktet Neofibularia och familjen Desmacellidae.
Artens utbredningsområde är havet kring Australien. Inga underarter finns listade i Catalogue of Life.